# 石井直
石井 直（いしい ただし、1951年3月10日 - ）は、日本の実業家。株式会社電通顧問・元代表取締役社長執行役員。株式会社電通グループ相談役。株式会社TBSホールディングス（TBSHD）・株式会社TBSテレビ社外取締役。一般社団法人日本広告業協会（JAAA）元理事長。日本国際フォーラム政策委員。公益社団法人日本マーケティング協会副会長。

## 人物・経歴
東京都生まれ。東京都立三田高等学校を経て、1973年に上智大学外国語学部イスパニア語学科卒業。高校・大学時代はアメリカンフットボール部に在籍していた。また、上智大学卒業生でマスコミ界で働く者の交流会であるマスコミソフィア会のメンバーである。
1973年4月に電通へ入社。ソニーなどを担当する第19営業局長、2002年6月に常務執行役員国際本部副本部長、2006年6月に常務取締役アカウント・プランニング統括本部長、2009年4月に取締役専務執行役員等を経て、2011年4月1日より第12代代表取締役社長。営業畑からの初の同社社長となった。
社長就任後、同年4月30日より電通オーストラリアが営業を開始した。また7月にはイギリスのデジタル・マーケティング・エージェンシー、「ステーキ・グループ社」を買収した。及びスポーツイベント実施・運営会社のジエブを完全子会社化した。
2016年12月28日の会見で、女性新入社員の過労自殺など長時間労働問題の責任を取り、2017年1月の取締役会で社長を引責辞任すると発表した。
2017年1月23日付けで社長執行役員を辞任した。